# Kopaïhorod
Kopaïhorod (ukrainien : Копайгород) est une commune urbaine de l'oblast de Vinnytsia, en Ukraine. Elle compte 1 226 habitants en 2021.